# Alphonse Tientcheu
Alphonse Marie Tientcheu (ur. 4 września 1989 w Limbé) – kameruński piłkarz grający na pozycji lewego obrońcy. Od 2020 jest zawodnikiem klubu Futuro Kings FC.

## Kariera klubowa
Swoją karierę piłkarską Tientcheu rozpoczął w klubie Bandja FC. W sezonie 2010/2011 zadebiutował w jego barwach w trzeciej lidze kameruńskiej. W sezonie 2011/2012 grał w Les Astres FC. W latach 2013–2016 był piłkarzem UMS de Loum, z którym w sezonie 2016 wywalczył mistrzostwo Kamerunu. W latach 2017–2019 występował w Eding Sport FC. W sezonie 2017 został z nim mistrzem kraju, a w 2018 roku zdobył Puchar Kamerunu. W sezonie 2019/2020 był piłkarzem Coton Sport FC de Garoua, z którym został wicemistrzem Kamerunu. W 2020 przeszedł do Futuro Kings FC z Gwinei Równikowej. W sezonie 2021/2022 wywalczył z nim wicemistrzostwo kraju.

## Kariera reprezentacyjna
W reprezentacji Kamerunu Tientcheu zadebiutował 12 sierpnia 2017 w wygranym 2:0 meczu Mistrzostw Narodów Afryki 2018 z Wyspami Świętego Tomasza i Książęcej, rozegranym w São Tomé. Od 2017 do 2018 wystąpił w kadrze narodowej 5 razy.